# Nagyatádi Szabó István-féle földreform

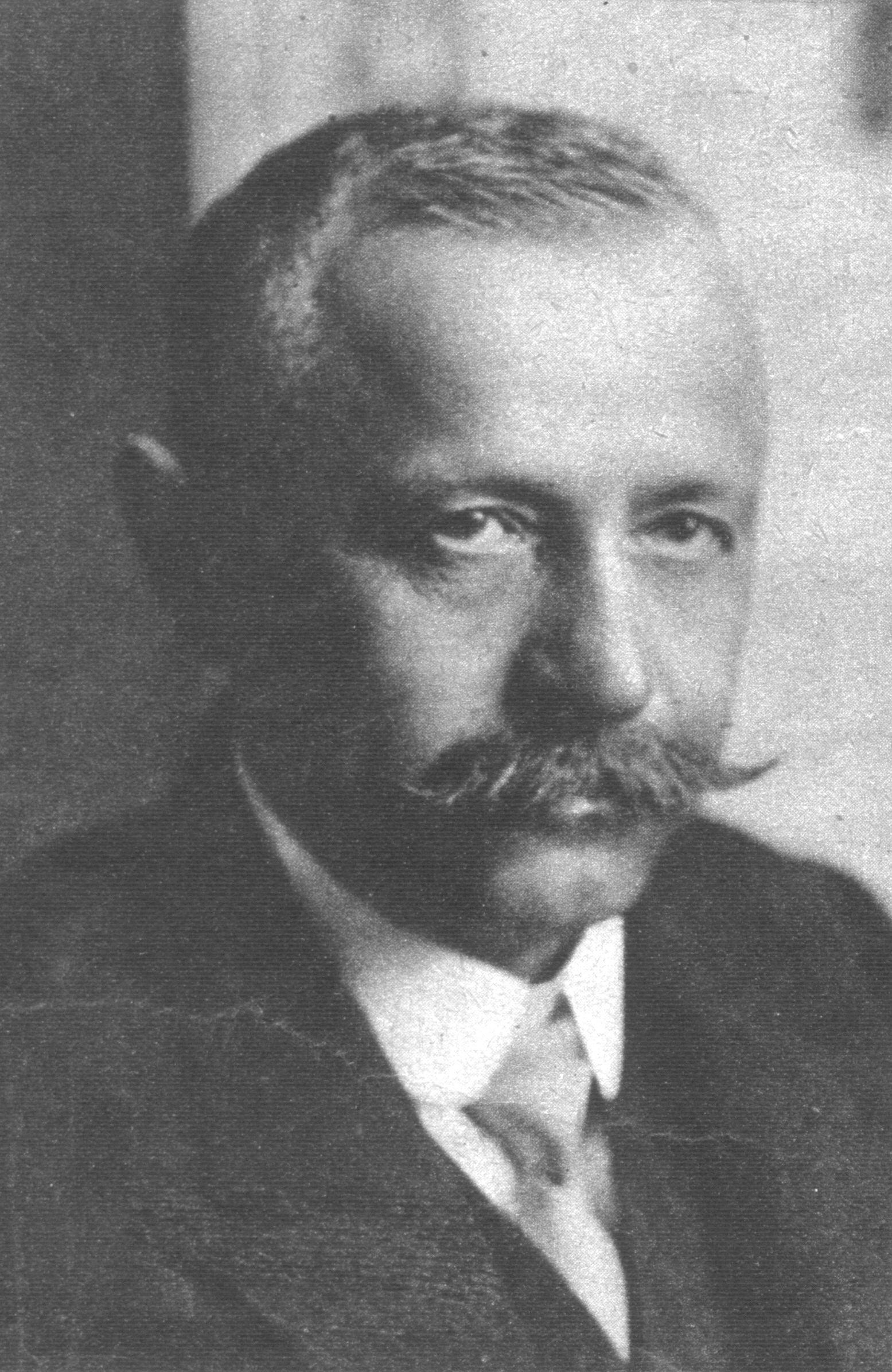
Nagyatádi Szabó István

A Nagyatádi Szabó István-féle földreform egy jelentős magyarországi gazdasági intézkedés 1920-ban, amelyet Nagyatádi Szabó István földművelésügyi miniszter nyújtott be.

## Története
A földbirtokrendezés gondolata Magyarország már a 19. század közepén felmerült. Kisebb-nagyobb próbálkozások után 1919-ben a Tanácsköztársaság tett lépéseket a földbirtokok rendezése ügyében, azonban nem járt sikerrel. A kommunisták bukása után Nagyatádi Szabó István kisgazdapárti politikus nevéhez fűződött a Horthy-korszak földbirtokrendezési kísérlete.
Pártja választási győzelme ellenére Nagyatádit kezdetben megpróbálták távol tartani a földművelési tárcától, amit kétszer is a nagybirtokosokhoz közelebb álló Rubinek Gyulának juttattak. Ezután Rubinek – hiába párttársak – kihagyta Nagyatádit a törvénytervezet előkészítéséből, és teljesen a saját, gyenge földreform javaslatát akarja beterjeszteni. Nagy belső csaták után Nagyatádi, párton belüli erős támogatottságával kikényszerítette az egyeztetést. Kellő kompromisszumok és megegyezés esetére Horthy és Teleki kormányfő neki ígérte a földművelési tárcát. Rubinek alig változtatott, a kormány úri miniszterei őt támogatták. Nagyatádi a kormányból ellenzékbe vonulást mérlegelte. Végül beadta a derekát, talán félve kormányválság esetén a földreform további elhúzódásától, és saját neve alatt felvállalta a Rubinek által kidolgozott gyenge, szűkkörű földreformtörvény-javaslat beterjesztését. Az agrárius sajtó már a törvény vitája során a földreform elárulásával vádolta meg Nagyatádit. 1923-ban és 1924-ben a nemzetgyűlésen az legenergikusabb ellenzői a földreformnak boldogfai Farkas Tibor és gyulai Gaál Gaszton legitimista politikusok voltak.
A földreform-törvény (1920. évi XXXVI. tc.) elfogadása után végül a 500 000 igénylő átlagosan mindössze egy holdnyi , gazdaságilag életképtelen termőföldhöz jutott. Az ország mezőgazdasági területéből mindössze 8,5%-ot vettek igénybe. A végrehajtás kudarcát látva Nagyatádi módosító javaslatot készíttetett a törvényhez, emiatt azonban a korábbinál is élesebb, denunciáló támadások össztüzébe került.
1924-ben az úgynevezett földreform-novella (1924. évi VII. tc.) alakította a törvény végrehajtását.
1924 őszén lemondott tisztségéről, majd hamarosan elhunyt.
A nagybirtokok teljes felszámolását csak 20 évvel később, a második világháború utáni tulajdonrendezés keretében végezték el:

## Elektronikus hivatkozások
- http://www.kislexikon.hu/nagyatadi-fele_foldreform.html
- https://www.sulinet.hu/oroksegtar/data/magyarorszagi_nemzetisegek/nemetek/tarjani_kronika/pages/024_Az_1920_evi_foldreform.html
- https://tti.abtk.hu/images/kiadvanyok/folyoiratok/tsz/tsz1989_1-2/nagy.pdf